# Fröken Snusk

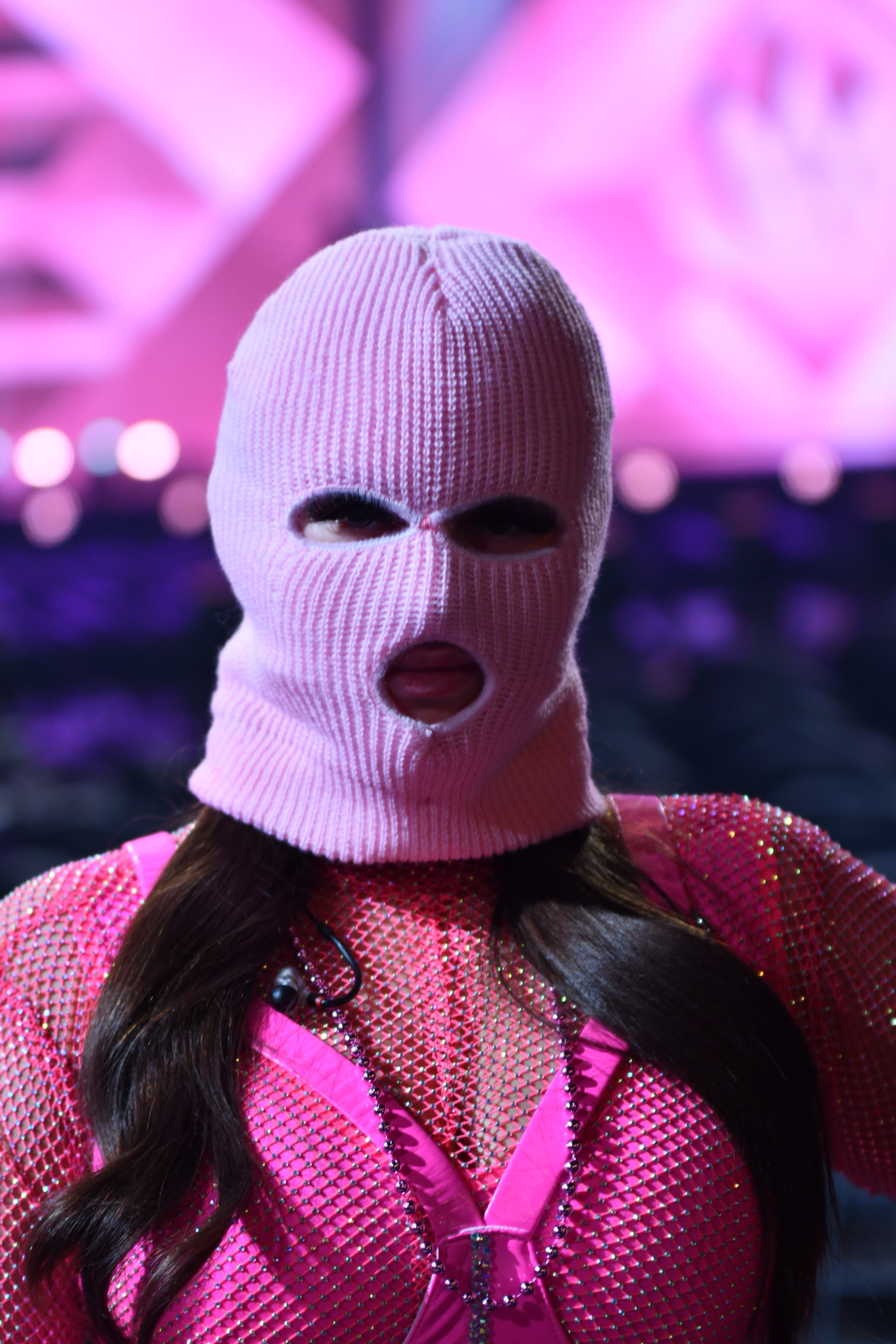
Fröken Snusk, 2024

Fröken Snusk (deutsch in etwa Fräulein Schmutzig) ist eine schwedische Kunstfigur, die durch den Musikproduzenten Rasmus Gozzi erschaffen wurde. Fröken Snusk wurde durch Lieder im EPA-Dunk-Genre bekannt. Im Jahr 2025 wurde die Sängerin ersetzt.

## Leben
Fröken Snusk tritt in der Öffentlichkeit nur mit einer rosa Sturmhaube auf und hält ihre Identität geheim. Die Zeitung Aftonbladet berichtete im Februar 2023, dass die damalige Sängerin aus Stockholm stamme und bereits älter als die von ihr selbst angegebenen 18 Jahre sei. Der Name Fröken Snusk wurde vom Produzenten und Songwriter Rasmus Gozzi ausgesucht, der die Figur bereits einige Jahre zuvor konzipierte, aber keine passende Sängerin fand.
Im Laufe des Jahres 2022 entwickelte sich Fröken Snusk, die jede Woche ein neues Lied herausgab, zu einem der erfolgreichsten Acts im zu dieser Zeit stark an Popularität hinzugewinnenden Genre EPA-Dunk. Ihre Lieder verbreiteten sich vor allem über soziale Medien wie TikTok. Im Jahr 2022 veröffentlichte sie gemeinsam mit Rasmus Gozzi die beiden Alben Jag vill ha dig här hos mig und Sommar med Fröken. Mit der bereits im März 2022 veröffentlichten Single Rid mig som en dalahäst zog sie schließlich im Januar 2023 erstmals in die schwedischen Singlecharts ein. Nach Rid mig som en dalahäst gelang ihr im Jahr 2023 mit über 20 weiteren Liedern der Einzug in die schwedischen Singlecharts. Zu diesen Liedern gehört unter anderem die in Zusammenarbeit mit dem Rapper 1.Cuz entstandene Single Trakten till epan.
Im Dezember 2023 wurde sie mit dem Lied Unga & fria als Teilnehmerin am Melodifestivalen 2024, dem schwedischen Vorentscheid für den Eurovision Song Contest, vorgestellt. Anfang Januar 2024 wurden zahlreiche Lieder des Musikproduzenten Rasmus Gozzi vom Musik-Streamingdienst Spotify entfernt. Darunter fielen auch viele von Fröken Snusk gesungene Lieder, wie etwa Rid mig som en dalahäst. Spotify erklärte daraufhin, dass man keine Einzelfälle kommentiere, man aber verschiedene Maßnahmen ergreife, wenn manipulierte Streams entdeckt werden. Zuvor war unter anderem im Dezember 2023 das Fröken-Snusk-Lied Gynekologen mit unnatürlichen Streamingmustern aufgefallen. Die Lieder kehrten im Februar 2024 schließlich wieder zurück zu Spotify. Am 10. Februar 2024 erreichte sie im zweiten Halbfinale des Melodifestivalen den vierten Platz. Sie schied schließlich in der zweiten Abstimmungsrunde am Ende des fünften Halbfinales aus. Mit ihrem Melodifestivalen-Beitrag Unga & fria konnte sie jedoch nach Rid mig som en dalahäst ihren zweiten Nummer-eins-Hit in Schweden erzielen. Im Mai 2024 gewann sie die schwedische Version von The Masked Singer.
Anfang April 2025 bestätigte Rasmus Gozzi den Austausch der Sängerin. Auch die neue Sängerin hält ihre Identität geheim. Die schwedische Boulevard-Zeitung Expressen veröffentlichte im April 2025 den Namen der ersten Sängerin.

## Stil
Fröken Snusk gehört zu den erfolgreichsten Musikerinnen im aus Schweden stammenden Musikgenre EPA-Dunk. Die meisten ihrer Lieder handeln von der Raggare-Subkultur, Sex, Alkohol und Autos. Die Liedtexte sind häufig aufgrund ihrer Inhalte umstritten und werden unter anderem als sexistisch und homophob kritisiert.

## Auszeichnungen
Rockbjörnen
- 2023: Nominierung in der Kategorie „Durchbruch des Jahres“[15]
- 2024: Nominierung in der Kategorie „Künstlerin des Jahres“[16]

## Diskografie

### Alben
- 2022: Jag vill ha dig här hos mig (mit Rasmus Gozzi)
- 2022: Sommar med Fröken (mit Rasmus Gozzi)

### Singles
| Jahr | Titel Album                                           | Höchstplatzierung, Gesamtwochen, AuszeichnungChartplatzierungen (Jahr, Titel, Album, Platzierungen, Wochen, Auszeichnungen, Anmerkungen) | Höchstplatzierung, Gesamtwochen, AuszeichnungChartplatzierungen (Jahr, Titel, Album, Platzierungen, Wochen, Auszeichnungen, Anmerkungen) | Anmerkungen                                                                  |
| Jahr | Titel Album                                           | SE | NO | Anmerkungen                                                                  |
| ---- | ----------------------------------------------------- | --- | --- | ---------------------------------------------------------------------------- |
| 2023 | Jag ska bli kvinna inatt –                            | SE89 (3 Wo.)SE | — | Erstveröffentlichung: 19. August 2022 mit Rasmus Gozzi                       |
| 2023 | Om han bjuder bubbel –                                | SE61 (8 Wo.)SE | — | Erstveröffentlichung: 2. September 2022 mit Rasmus Gozzi und Jeppson         |
| 2023 | Rid mig som en dalahäst Jag vill ha dig här hos mig   | SE1 Gold · (70 Wo.)SE | — | Erstveröffentlichung: 14. Oktober 2022 mit Rasmus Gozzi                      |
| 2023 | Strippa i ditt vardagsrum Jag vill ha dig här hos mig | SE76 (84 Wo.)SE | — | Erstveröffentlichung: 2. Dezember 2022 mit Rasmus Gozzi                      |
| 2023 | Raggarhimlen –                                        | SE11 (6 Wo.)SE | — | Erstveröffentlichung: 13. Januar 2023 mit Rasmus Gozzi                       |
| 2023 | Trakten till Epan –                                   | SE5 Gold · (11 Wo.)SE | — | Erstveröffentlichung: 22. Januar 2023 mit Rasmus Gozzi und 1.Cuz             |
| 2023 | Höjer våra glas igen –                                | SE27 (3 Wo.)SE | — | Erstveröffentlichung: 3. Februar 2023 mit Rasmus Gozzi und De Vet Du         |
| 2023 | Raggarbil –                                           | SE50 (4 Wo.)SE | — | Erstveröffentlichung: 10. März 2023 mit Rasmus Gozzi                         |
| 2023 | Min kära mamma –                                      | SE76 (1 Wo.)SE | — | Erstveröffentlichung: 17. März 2023 mit Rasmus Gozzi                         |
| 2023 | EPA-Dunk –                                            | SE98 (1 Wo.)SE | — | Erstveröffentlichung: 24. März 2023 mit Rasmus Gozzi und Jeppson             |
| 2023 | Raggartjej –                                          | SE34 (3 Wo.)SE | NO31 (3 Wo.)NO | Erstveröffentlichung: 14. April 2023 mit Rasmus Gozzi und Baddies            |
| 2023 | Hjärtat på flygplansläge –                            | SE99 (1 Wo.)SE | — | Erstveröffentlichung: 21. April 2023 mit Rasmus Gozzi und Jone               |
| 2023 | Frökens nikotin –                                     | SE100 (1 Wo.)SE | — | Erstveröffentlichung: 12. Mai 2023 mit Rasmus Gozzi                          |
| 2023 | Fel namn –                                            | SE72 (1 Wo.)SE | — | Erstveröffentlichung: 19. Mai 2023 mit Rasmus Gozzi                          |
| 2023 | Krypa hem –                                           | SE59 (1 Wo.)SE | — | Erstveröffentlichung: 2. Juni 2023 mit Rasmus Gozzi, Jeppson                 |
| 2023 | Midsommarstånd (Bas & Fiol) –                         | SE81 (1 Wo.)SE | — | Erstveröffentlichung: 16. Juni 2023 mit Rasmus Gozzi                         |
| 2023 | Natt till dag –                                       | SE78 (1 Wo.)SE | — | Erstveröffentlichung: 28. Juli 2023 mit Rasmus Gozzi und Ringnes-Ronny       |
| 2023 | Raggarbilar (Warra warra) –                           | SE3 (13 Wo.)SE | — | Erstveröffentlichung: 11. August 2023 mit Rasmus Gozzi und Danjal            |
| 2023 | Gynekologen –                                         | SE50 (5 Wo.)SE | — | Erstveröffentlichung: 21. August 2023 mit Rasmus Gozzi                       |
| 2023 | Skeva bil –                                           | SE62 (2 Wo.)SE | — | Erstveröffentlichung: 15. September 2023 mit Rasmus Gozzi und Daddy D        |
| 2023 | Då målar vi om –                                      | SE99 (1 Wo.)SE | — | Erstveröffentlichung: 3. November 2023 mit Rasmus Gozzi                      |
| 2023 | Feliz Navidad –                                       | SE29 (2 Wo.)SE | — | Erstveröffentlichung: 17. November 2023 mit Rasmus Gozzi und Danjal          |
| 2024 | Unga & fria –                                         | SE1 (21 Wo.)SE | — | Erstveröffentlichung: 10. Februar 2024 Beitrag zum Melodifestivalen 2024     |
| 2024 | Weed i raggarbil –                                    | SE27 (1 Wo.)SE | — | Erstveröffentlichung: 15. März 2024 mit Snoop Dogg, Emilush und Rasmus Gozzi |
| 2024 | Dräng & dalatjej –                                    | SE68 (1 Wo.)SE | — | Erstveröffentlichung: 14. Juni 2024 mit Rasmus Gozzi und Drängarna           |
| 2024 | Vad gör du nu –                                       | SE91 (1 Wo.)SE | — | Erstveröffentlichung: 21. Juni 2024 mit Rasmus Gozzi und Emil Assergård      |
| 2024 | Dö –                                                  | SE41 (2 Wo.)SE | — | Erstveröffentlichung: 15. November 2024 mit Loam                             |